# Афродита Менофантоса
Афродита Менофантоса — мраморная скульптура Афродиты работы греческого скульптора Менофантоса, 1-й век до н. э. Композиционно скульптура близка Венере Капитолийской, исследователи отмечают её прекрасное исполнение.

## История и описание

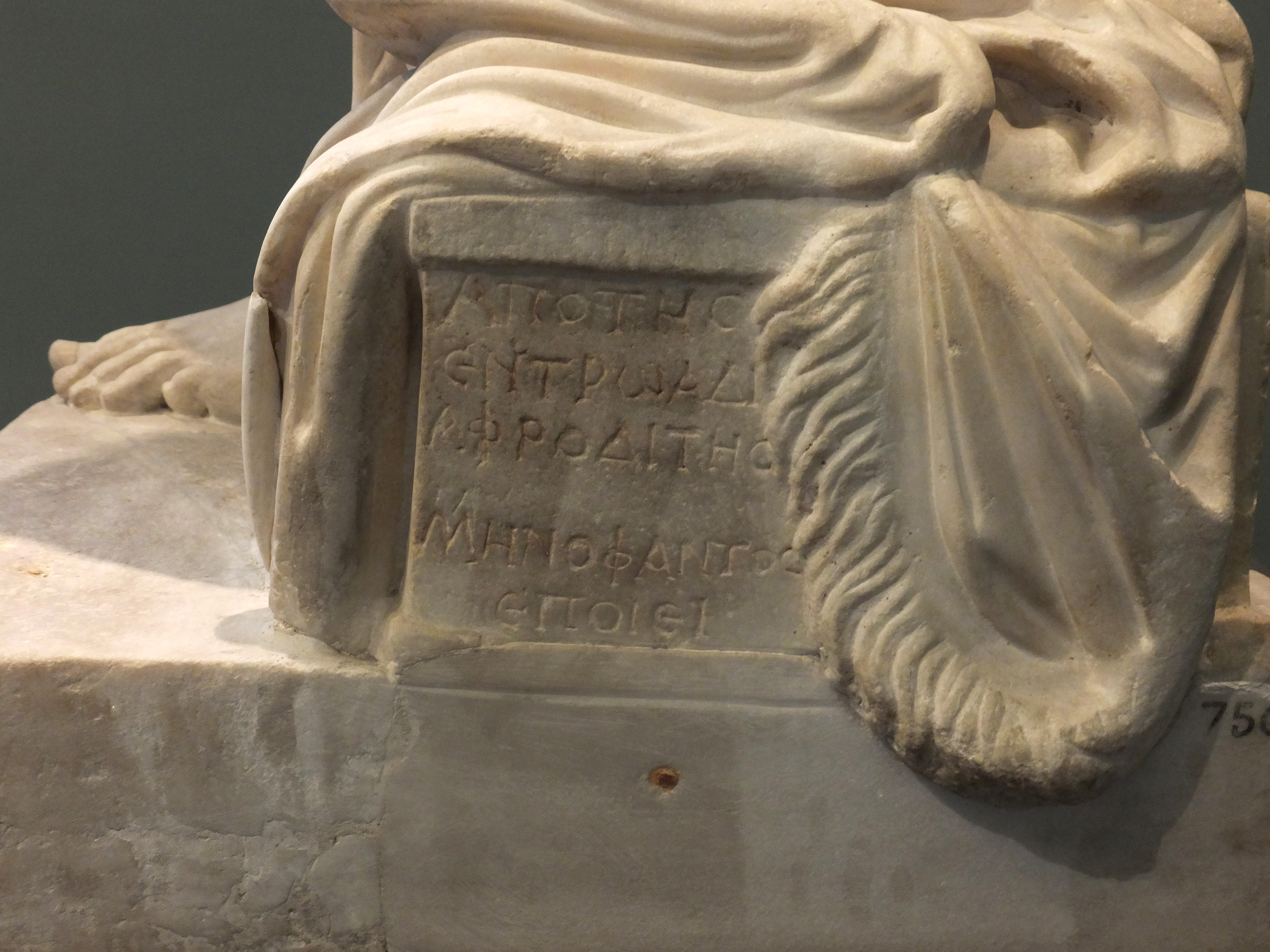
Подпись Менофантоса

Статуя была найдена на территории церкви Святого Григория Великого на Целии Камальдульского монастыря в Риме, в настоящее время находится в Палаццо Массимо Национального музея Рима (инвентарный номер 75674). На тыльной части базы скульптуры имеется сигнатура: подпись автора — Менофантоса («ἀπὸ τῆc / ἐν Τρῳάδι / Ἀφροδίτηc / Μηνόφαντοc / ἐποίε»), датируемая 1-м веком до нашей эры, о котором больше ничего не известно.
Камальдульские монахи занимали около 580 года древнюю церковь и монастырь San Gregorii in Clivo Scauri, который был основан на склоне Целийского холма во времена правления Григория I. Монастырь был посвящен в честь апостола Андрея Первозванного. К X веку имя Григория I было добавлено к имени апостола Андрея и в конце концов заменило его; скульптура перешла во владение семьи Киджи. Немецкий историк искусства Иоганн Винкельман описал эту скульптуру в своей книге «Geschichte der Kunst des Altertums» («История искусства древности»; том V, глава II), опубликованной в 1764 году.
Статуя представляет собой тип Венеры Стыдливой, или Венеры Целомудренной (лат. Venus Pudica) — тип статуи, изображающей богиню Венеру обнажённой или полуобнажённой перед, или после купания, входящей или выходящей из воды (тип Афродита Анадиомена) и стеснительно прикрывающей одной рукой лоно, а другой грудь. Все варианты такой композиции восходят к древнегреческому оригиналу Афродиты Книдской (350—330 гг. до н. э.), произведению скульптора Праксителя.